# تسیکهای
تسیکهای (به چکی: Cikháj) یک منطقهٔ مسکونی در جمهوری چک است که در ناحیه ژدار ناد سازاووو واقع شده‌است. تسیکهای ۲۱٫۳۴ کیلومتر مربع مساحت و ۱۰۷ نفر جمعیت دارد و ۶۷۵ متر بالاتر از سطح دریا واقع شده‌است.